# ناحیه شیه
ناحیهٔ شِیه‌ (به مجاری:  Sellyei járás) یک ناحیه در مجارستان است که در بارانیا واقع شده‌است و ۴۹۳٫۶۹ کیلومتر مربع مساحت و ۱۴٬۱۹۲ نفر جمعیت دارد.